# Шераутське сільське поселення
Шерау́тське сільське поселення (рос. Шераутское сельское поселение) — муніципальне утворення у складі Комсомольського району Чувашії, Росія. Адміністративний центр — село Шераути.

## Населення
Населення — 1516 осіб (2019, 1815 у 2010, 1968 у 2002).

## Склад
До складу поселення входять такі населені пункти:
| Населений пункт               | Населення, осіб (2002) | Населення, осіб (2010) |
| ----------------------------- | ---------------------- | ---------------------- |
| Єндоба, присілок              | 217                    | 195                    |
| Нижні Бюртлі-Шигалі, присілок | 476                    | 416                    |
| Татарські Шурути, присілок    | 281                    | 272                    |
| Шераути, село                 | 589                    | 562                    |
| Шурут-Нурусово, присілок      | 405                    | 370                    |